# Pauly Shore est mort
Pour plus de détails, voir Fiche technique et Distribution.
Pauly Shore est mort (Pauly Shore Is Dead) est un film américain réalisé par Pauly Shore, sorti en 2003.

## Synopsis
Un célèbre acteur hollywoodien, qui a perdu maison, amis et argent, puis est délaissé par le tout-Hollywood décide de se faire passer pour mort afin de devenir une légende.

## Fiche technique
- Titre original : Pauly Shore is Dead
- Réalisation : Pauly Shore
- Scénario : Pauly Shore et Kirk Fox
- Musique : Lanny Cordola et Matt Sorum
- Photographie : Brian Pratt
- Montage : Miles Barken
- Production : Dean Gelber et Pauly Shore
  - Production exécutive : Gregory Cohen, Jeremy Dallow et Jim DiLorenzo
  - Production associée : Jonathan Ross Gilbert et Don Jamieson
- Société de production : Landing Patch Productions
- Sociétés de distribution :  CKrush Entertainment •  Action & Communication
- Pays d'origine :  États-Unis
- Genre : comédie
- Format : couleur — 35 mm — 1,85:1
- Durée : 82 minutes
- Dates de sortie : 
  - États-Unis : 1er octobre 2004 (New York), 25 janvier 2005 (première DVD)
  - France : 15 janvier 2007 (première DVD)[1],[2]

## Distribution

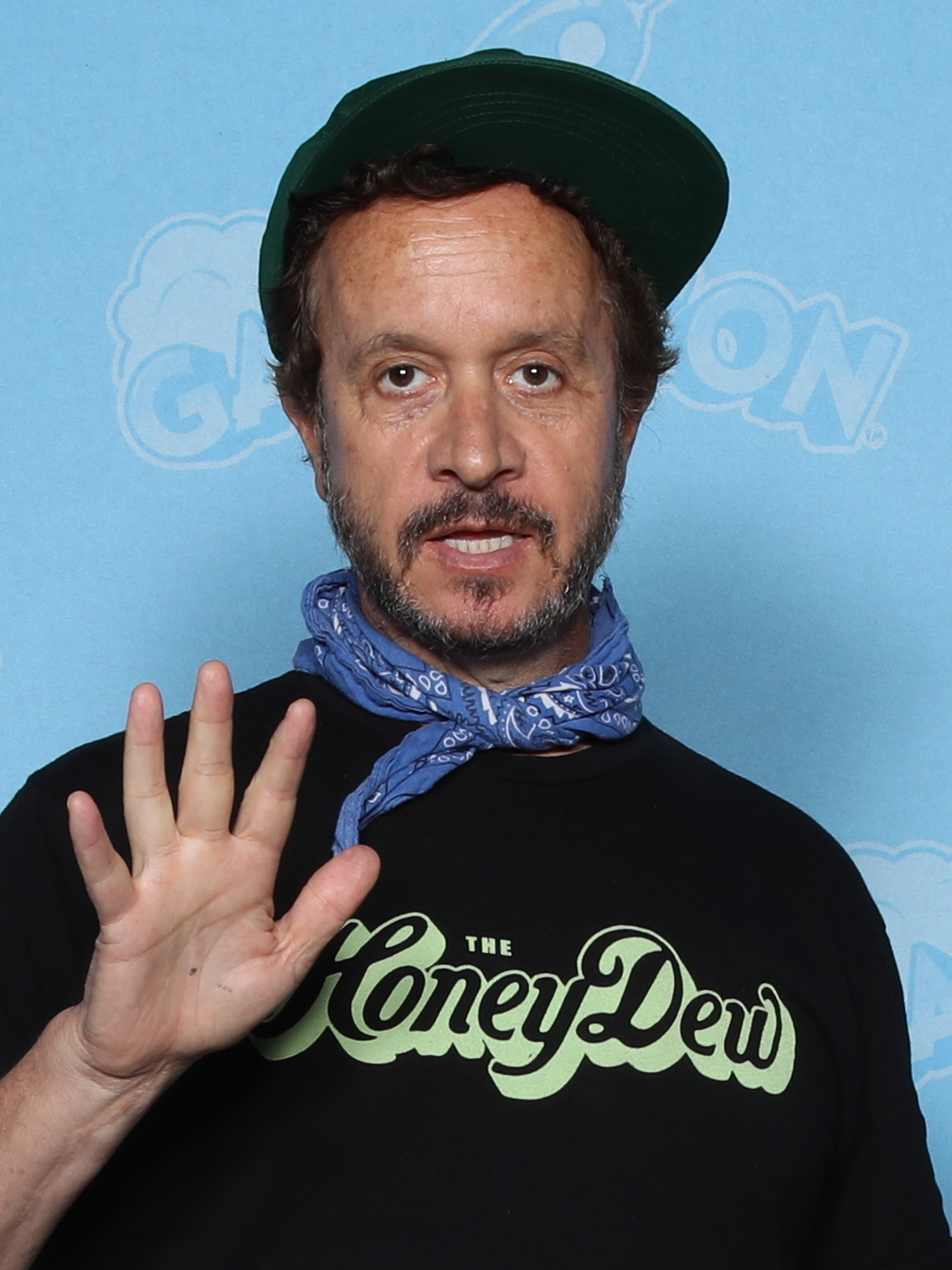
Le comédien, réalisateur et coscénariste Pauly Shore à la GalaxyCon de Raleigh en 2019.

- Pauly Shore - Lui-même / le cousin de Bucky
- W. Earl Brown - Bucky From Kentucky
- Kristin Herold - Bucky's Cousin
- David Kersey - Bucky Jr.
- Miriam Cohen Kiel - Bucky's Daughter
- Kelly Kursten - la femme de Bucky
- Timmy Jamieson - Sam Kinison
- Craig Gass - Sam Kinison (voix)
- Wes Borland - Clerk [3]
- Marilyn Martinez - Housekeeper
- Jason Mewes - Jay the MC
- Sam Rubin - Michael Figliolia
- Bobby Lee -  Gay Delivery Boy
- Chris Penn - Half of Gay Couple in Jail
- Lala Sloatman - Hooker in loft

### Caméos
Plusieurs personnalités (acteurs, chanteurs et rappeurs) font une apparition en incarnant leurs propres rôles :
- Dexter Holland [3]
- Sam Kinison [4]
- Pamela Anderson
- Britney Spears
- A.J. Benza
- B-Real
- Todd Bridges
- Tiffany Shepis
- Tommy Chong
- Carson Daly
- Ellen DeGeneres
- Jewel De'Nyle
- Dustin Diamond
- Andy Dick
- Snoop Dogg
- Dr. Dre
- Jerry Dunphy
- Fred Durst
- Eminem [3]
- Sully Erna
- Perry Farrell
- Corey Feldman
- Heidi Fleiss
- Nicky Hilton
- Paris Hilton
- Kato Kaelin
- Craig Kilborn
- Tommy Lee
- Kurt Loder
- Mario López
- Michael Madsen
- Bill Maher
- Rosie O'Donnell
- Pat O'Brien
- Nancy O'Dell
- Sean Penn
- Matt Pinfield
- Proof [3]
- Sally Jessy Raphael
- Chris Rock
- Ja Rule
- Adam Sandler (VF: Serge Faliu) - (voix)
- Charlie Sheen
- Tom Sizemore
- Verne Troyer

## Avant-première
- Le film fut présenté au Slamdunk Film Festival (en) en janvier 2003, puis au South by Southwest trois mois plus tard[5].

## Réception
Le film a récolté 62 % de critiques favorables de la presse et sites internet anglophones sur le site Rotten Tomatoes, basé sur 13 commentaires, mais le public lui attribue un pourcentage de 50 % sur ce même site. Puis, distribué dans une salle, Pauly Shore est mort a récolté 11,000 $ pour sa seule journée à l'affiche, avant de sortir trois mois plus tard en DVD.